# Лі Тревіно
Лі Бак Тревіно (англ. Lee Buck Trevino; нар.. 1 грудня 1939 року, Даллас, США) — американський професійний гольфіст, який шість разів ставав переможцем найбільших змагань з гольфу. Вважається одним з найбільших гравців в історії гольфу. У 1981 році включений до Зали слави світового гольфу.
Чи Тревіно є одним з чотирьох гравців, які двічі виграли Відкритий чемпіонат США з гольфу, британський Відкритий чемпіонат та Чемпіонат PGA. Маючи мексиканські коріння, він став зразком для мексиканських американців і отримав прізвиська «The Merry Mex» (укр. «Веселий мекс») і «Supermex» (укр. «Супермекс»).

## Біографія
Лі Бак Тревіно народився 1931 року в Далласі, штат Техас в сім'ї, що має мексиканські коріння. Тревіно виховували мати Хуаніта Тревіно і дідусь Джо Тревіно, що працював могильником. Тревіно не знав свого батька Джозефа Тревіно, який залишив сина в ранньому віці. Дитинство Лі Тревіно провів, нерегулярно відвідуючи школу і працюючи, щоб допомогти родині. Він почав працювати в п'ять років, потрапивши на бавовняні поля.
Тревіно познайомився з гольфом, коли його дядько дав йому стару ключку і кілька м'ячів. Після цього він весь свій час проводив на полях сусіднього гольф-клубу, куди проникав потайки. Потім він став кедді у клубі «Даллас Атлетик», розташованому поруч з будинком. Дуже швидко ця робота стала його основною. У 14 років Тревіно остаточно залишив школу. Він заробляв $30 на тиждень, працюючи кедді і поліровником взуття. Одночасно він продовжував практикуватися в гольфі, оскільки позаду будиночка кедді розташовувалося маленьке поле з трьома лунками. Після роботи він, як правило, виконував не менше трьохсот ударів по м'ячу.
Коли Тревіно в грудні 1956 року виповнилося 17 років, він був призваний до Корпусу морської піхоти США, де відслужив чотири роки. Частину часу він проводив, граючи в гольф з офіцерами. За власними словами, гольф допоміг йому отримати підвищення до молодшого капрала. Тревіно успішно виступав в азійських змаганнях збройних сил, де одним з його суперників був Орвілл Муді, який разом з Тревіно виступав в PGA Tour наприкінці 1960-х років.
Лі Бак Тревіно був одружений з Клаудією Фенлі (розлучені) та Клаудією Бове (з 1983 р.). Тревіно одного разу сказав: «Я був вражений блискавкою і перебував у морській піхоті протягом чотирьох років. Я подорожував по світу і був скрізь, де ви можете собі уявити. Немає нічого, чого я боюся, крім моєї дружини».

## Професійна кар'єра
Після звільнення зі служби Тревіно стає професійним гравцем клубу в Ель-Пасо, штат Техас, а додаткові гроші заробляє, граючи на парі. У 1966 році він кваліфікується на Відкритий чемпіонат США з гольфу, проходить до основного заліку і закінчив турнір на 54-му місці, заробивши $600. У 1967 році він знову кваліфікується на Відкритий чемпіонат США і закінчує з результатом 283 (+3), на вісім ударів гірше, ніж чемпіон цього року Джек Ніклаус, і всього чотири удари позаду віце-чемпіона Арнолда Палмера. За зайняте п'яте місце Тревіно отримав $6000 і турнірні бонуси до кінця сезону. Він заробив $26,472 як початківець, опинившись на 45-й сходинці у списку PGA Tour money list, що забезпечило йому звання «Новачка року» від журналу Golf Digest. Також зайняте місце гарантувало йому участь у Відкритому чемпіонаті США в наступному році.
У 1968 році, на другий рік участі в змаганнях, Тревіно виграв Відкритий чемпіонат США, що проходив у Oak Hill Country Club в Рочестері, штат Нью-Йорк. Він на чотири удари випередив Ніклауса, який став віце-чемпіоном. Наприкінці своєї кар'єри він зауважив: «Я грав у турі в 1967 році і розповідав анекдоти, і ніхто не сміявся. Потім я виграв Відкритий чемпіонат наступного року, розповідав ті ж анекдоти, і всі сміялися до чортиків».
За всю кар'єру Тревіно 29 разів вигравав титули PGA Tour, включаючи шість найбільших чоловічих турнірів. Його найкращий період припав на початок 1970-х, коли його головним суперником був Джек Ніклаус. У 1970 році Тревіно очолив PGA Tour money list, шість разів перемагав на турнірах 1971 року і чотири рази на турнірах 1972 року.
Влітку 1971 року Тревіно протягом 20 днів продемонстрував видатну гру: він переміг Ніклауса в плей-офф Відкритого чемпіонату США, через два тижні виграв Канадський відкритий чемпіонат (перший з трьох в кар'єрі) і ще через тиждень став чемпіоном британського відкритого чемпіонату, ставши першим гравцем, який завоював всі три титули за один рік. Це дозволило йому отримати Пояс Хикока — професійну спортивну нагороду США. В тому ж 1971 році журнал Sports Illustrated визнав його «Спортсменом року», як і програма Wide World of Sports телекомпанії ABC.
У 1972 році на полі Мьюрфілд у Галлейні (Шотландія) Тревіно став першим за десять років гравцем, який захистив титул чемпіона Відкритого чемпіонату. У вражаючому третьому раунді Тревіно зробив п'ять послідовних берді на лунках з 14-ї по 18-ту, при цьому завершивши 16-ту лунку ударом з бункера і точно поклавши м'яч у ціль з 9 метрів на 18-й. Раунд він закінчив з 66-ма очками. У фінальному раунді до 17-ї лунки він підійшов нарівні з Тоні Джекліном. Потім ударом з рафа — нерівної ділянки позаду гріна — він завершив лунку з парою. Приголомшений Джеклін тричі намагався вразити ту ж лунку з 4,5 м, отримавши в результаті боггі. 18-ту лунку Тревіно також закінчив з парою, набравши в сумі 71 удар, випередив на один удар Ніклауса, а Джекліна залишивши третім. Протягом турніру Тревіно чотири рази вражав лунку, не перебуваючи на гріні. Ніклаус в цей рік виграв перші два турніри «великого шолома», але через Тревіно оступився на третьому. Свій переможний удар на 17-й лунці Тревіно прокоментував: «Я найбільший чиппер в світі».
У 1974 році Лі Тревіно уп'яте став переможцем головного змагання — Чемпіонату PGA. Титул йому знову дістався з різницею в один удар від Ніклауса, який вчетверте і востаннє став віце-чемпіоном після Тревіно.
Під час PGA Tour 1975 року на чемпіонаті Western Open біля Чикаго в Тревіно вдарила блискавка, що призвело до травми спини. Він переніс операцію з видалення пошкодженого міжхребцевого диска, але проблеми зі спиною продовжували впливати на його гру. Незважаючи ні на що, у 1980 році він був на другому місці, поступившись лише Того Вотсону. Тревіно виграв три чемпіонати в рамках PGA Tour і став віце-чемпіоном Відкритого чемпіонату, де також лідирував Том Вотсон. У 44-річному віці Тревіно виграв ушосте і востаннє великий турнір — Чемпіонат PGA 1984 року, набравши 273 очки (-15) і ставши першим в історії гравцем, який завершив усі чотири раунди з результатом менше 70 ударів. У наступному, 1985 році, він закінчив чемпіонат на другому місці, майже повторивши досягнення Денні Шюта, який два роки поспіль: у 1936 і 1937 роках — ставав чемпіоном.
На початку 1980-х Лі Тревіно займав другу сходинку за заробленими призовими за кар'єру, поступаючись в цьому показнику лише Ніклаусу. З 1968 по 1981 роки включно Тревіно вигравав не менше одного турніру PGA Tour, тобто безперервно 14 сезонів. Крім перемог у PGA Tour, Тревіно виграв більше 20 міжнародних, а також турнірів, що не входили до числа офіційних професійних. Він був однією з головних зірок, які принесли популярність Senior PGA Tour (в даний час — Champions Tour). На його рахунку 29 перемог у цьому чемпіонаті, з яких чотири — у головних турнірах. У грошовому рейтингу турніру Senior PGA Tour він займав верхню сходинку в 1990 і 1992 роках.

### Бойкот турніру серії Masters
У 1989 році, у 49-річному віці, Тревіно закінчив перший раунд турніру Masters 1989 року з результатом 67 (-5), ставши найстаршим гравцем, що закінчили раунд на першому місці. Це відбулося незважаючи на слова, сказані Тревіно за 20 років до цього, після турніру Masters 1969 року: «Не говоріть зі мною про Masters. Я більше ніколи не буду грати в цьому турнірі. Вони можуть запрошувати мене скільки завгодно, але я не повернуся. Це просто не моє поле». На думку Тревіно, атмосфера в клубі Augusta National була для нього некомфортною, а поле не підходило для його стилю.
Тревіно бойкотував серію Masters в 1970, 1971 і 1974 роках. У 1972 році, після відмови грати в попередніх двох змаганнях, Тревіно зберігав туфлі та інші приналежності в багажнику автомобіля, а не в шафці клубу. Він пояснював це тим, що клуб не вважає його гравцем, а тому дозволяє потрапляти на територію тільки через кухню. Пізніше він, однак, описав свій бойкот як «найбільшу помилку в кар'єрі» і назвав Augusta National «восьмим чудом світу».
Після блискучого початку Тревіно закінчив турнір Masters 1989 року на 18-й позиції. Його найкращим результатом в серії 10-е місце: він займав його двічі — в 1975 і 1985 роках.

## Кар'єра на телебаченні
З 1983 по 1989 роки Лі Тревіно працював коментатором в передачах про PGA Tour на каналі NBC.

## Спортивний стиль
Тревіно виробив власний стиль гри, відмітною особливістю якого є свінг зовні всередину, в результаті якого м'яч трохи довертається вправо. Цю техніку він розробив, щоб уникнути постійних підкручувань м'яча із сильним відходом вліво. В результаті Тревіно став автором великої кількості красивих ударів і неодноразово вигравав змагання з гольфу, в яких залік вівся не за поле в цілому, а на кожній лунці окремо.
Тревіно використовував відкриту стійку і жорстке покриття рукоятки. Він ніколи не вважався майстром довгих ударів, але був відомий точністю в умовах сильної напруги, а також винахідливістю у грі на коротких відстанях. У Тревіно ніколи не було тренера, оскільки, за його твердженням, він не зустрічав нікого, кого б не зміг перемогти на полі для гольфу.

## Досягнення
- Тревіно став першим гравцем, що пройшли всі чотири раунду Відкритого чемпіонату США з гольфу. На полі Оак-Хілл в 1968 році Тревіно закінчив гру з результатом 69-68-69-69.
- Головна авеню в Ель-Пасо названа на честь Тревіно. Також його ім'я носять вулиці в Ріо-Ранчо і Белене (Нью-Мексико).
- Тревіно шість разів виступав за команду США в Кубку Райдера: в 1969, 1971, 1973, 1975, 1979, 1981 роках. Він встановив рекорд результативності: 17 перемог, 6 нічиїх, 7 поразок. У 1985 році він виступив у ролі капітана команди.
- Тревіно п'ять разів ставав володарем Призу Вардона за найменше середнє число ударів: у 1970, 1971, 1972, 1974 і 1980 роках.
- Тревіно заснував кілька грантів та інших видів фінансової допомоги американцям мексиканського походження.
- Тревіно написав у співавторстві автобіографію, названу They Call Me Super Mex.
- У 1981 році Лі Тревіно був включений до Зали слави світового гольфу.
- У 2000 Тревіно зайняв 14-й рядок у списку найкращих гольфістів всіх часів, складеному журналом Golf Digest[23].

### Спортивні досягнення
| Турнір                  | Перемога | 2 місце | 3 місце | Топ-5 | Топ-10 | Топ-25 | Всього | У заліку |
| ----------------------- | -------- | ------- | ------- | ----- | ------ | ------ | ------ | -------- |
| Masters Tournament      | 0        | 0       | 0       | 0     | 2      | 8      | 20     | 17       |
| Відкритий чемпіонат США | 2        | 0       | 0       | 6     | 8      | 11     | 23     | 15       |
| Відкритий чемпіонат     | 2        | 1       | 1       | 6     | 7      | 14     | 26     | 22       |
| Чемпіонат PGA           | 2        | 1       | 0       | 3     | 5      | 12     | 20     | 16       |
| Всього                  | 6        | 2       | 1       | 15    | 22     | 45     | 89     | 70       |

- Безперервна серія в заліку — 16 (Відкритий чемпіонат 1969 — Чемпіонат PGA 1973)
- Безперервна серія в Топ-10 — 2 (сім разів)